# Mauricio (emperador)
Flavio Mauricio Novo Tiberio (en latín: Mauritius Tiberius; griego: Μαυρίκιος Τιβέριος; Arabiso, Capadocia, 539-Constantinopla, 27 de noviembre de 602), más conocido solo como Mauricio, fue emperador bizantino desde el 582 hasta el 602 y el último miembro de la dinastía justiniana. Un general exitoso, Mauricio fue elegido heredero y yerno por su predecesor, Tiberio II. Mauricio ayudó a transformar el destrozado bajo Imperio romano en un nuevo y bien organizado Imperio bizantino medieval.  A pesar de sus excelentes cualidades de mando, solo pudo diferir por un tiempo la desintegración del gran imperio de Justiniano I.
El reinado de Mauricio se vio afectado por guerras casi constantes. Tras convertirse en emperador, condujo la guerra contra la Persia sasánida a una conclusión victoriosa. La frontera oriental del imperio en el Cáucaso Sur se expandió enormemente y, por primera vez en casi dos siglos, los romanos no se vieron ya obligados a pagar a los persas miles de libras de oro anuales por la paz.
Posteriormente, Mauricio realizó una extensa campaña en los Balcanes contra los ávaros, obligándolos a retroceder al otro lado del Danubio en 599. También realizó campañas del otro lado del Danubio, siendo el primer emperador romano en hacerlo en más de dos siglos. En el occidente, estableció dos grandes provincias semiautónomas llamadas exarcados, gobernadas por exarcas o virreyes del emperador. En Italia, Mauricio estableció el Exarcado de Italia (Rávena) en 584, el primer esfuerzo real del imperio por detener el avance de los lombardos. Con la creación del Exarcado de África en 591, consolidó aún más el poder de Constantinopla en el Mediterráneo occidental.
Los éxitos de Mauricio en el campo de batalla y en política exterior se vieron contrarrestados por las crecientes dificultades económicas del imperio. Las campañas militares contra persas, eslavos, ávaros y lombardos agotaron el tesoro imperial y obligaron a recaudar altos impuestos. Mauricio respondió con varias medidas impopulares que distanciaron tanto al ejército como a la población en general. El descontento en el ejército creció y, cuando ordenó a algunas tropas establecer cuarteles de invierno al otro lado del Danubio, estalló una revuelta.  En 602, un oficial insatisfecho llamado Focas usurpó el trono y mandó ejecutar a Mauricio y a sus seis hijos. Este acontecimiento resultaría desastroso para el imperio, desencadenando una guerra de veintiséis años con la resurgente Persia sasánida, que dejaría ambos imperios devastados antes de las conquistas árabes.
El reinado de Mauricio es una época de la antigüedad tardía relativamente bien documentada, en particular por el historiador Teofilacto Simocates. Además, el Strategikon, un manual de guerra que influyó en las tradiciones militares europeas y del Oriente Medio por más de un milenio, es regularmente atribuido al emperador y constituye una fuente valiosa que arroja luz sobre el contexto militar de finales del siglo VI.

## Carrera y ascenso
Mauricio nació en Arabiso, en Capadocia, en el año 539. La mayoría de las fuentes coinciden en que es griego de Capadocia (aunque Evagrio Escolástico afirma que es de origen romano). Su padre era Pablo. Tenía un hermano, Pedro, y dos hermanas, Teoctista y Gordia, la última de las cuales fue más tarde esposa del general Filípico.
Llegó a Constantinopla como notarius, para servir como secretario del comes de los excubitores. Siendo uno de los principales partidarios del césar Tiberio Constantino, Mauricio fue designado para sucederlo como comes excubitorum. En 577 Tiberio lo envió a dirigir las fuerzas militares como magister militum per Orientem, manteniéndose desde entonces en esa posición. Casi al mismo tiempo fue elevado al rango de patricius, el título honorífico superior del Imperio, que se limitaba a un pequeño número de poseedores.
En 578, mientras Tiberio asumía como augusto, Mauricio dirigió incursiones a ambos lados del Tigris, capturó la fortaleza de Aphumon y saqueó Singara. El mismo Cosroes I buscó la paz en 579, pero murió antes de que se pudiera llegar a un acuerdo y su sucesor, Hormisdas IV, rompió las negociaciones. En 580 Mauricio lanzó una nueva ofensiva, avanzando mucho más allá del Tigris. Al año siguiente, invadió nuevamente la Armenia persa, apoyado por las fuerzas gasánidas bajo el mando de Al-Mundhir III, y se aproximó a Ctesifonte. Su ejército marchó a lo largo del Éufrates, acompañado de una gran flota, pero los persas destruyeron el puente sobre el río y contraatacaron en Mesopotamia, lo que obligó a Mauricio a retroceder. En junio de 582 Mauricio obtuvo una victoria decisiva cerca de Constantía, consiguiendo detener el avance sasánida en el Éufrates. El general Adarmahan apenas escapó del campo de batalla, mientras que su co-comandante Tamkhosrau fue asesinado.
Mauricio tuvo que interrumpir su campaña ese mismo año cuando el emperador, que se hallaba enfermo, lo convocó en la capital. El 5 de agosto, Tiberio se encontraba en su lecho de muerte y dignatarios civiles, militares y eclesiásticos esperaban el nombramiento de su sucesor. Luego eligió a Mauricio y lo nombró césar, tras lo cual adoptó el nombre de «Tiberio». Mauricio fue coronado augusto poco después, el 13 de agosto. Según se informa, Tiberio había preparado un discurso sobre el asunto, pero en ese momento estaba demasiado débil para hablar. El quaestor sacri palatii (el alto funcionario judicial del Imperio) se lo leyó. El discurso proclamó a Mauricio como único sucesor al trono. El 14 de agosto de 582 murió Tiberio y sus últimas palabras fueron dirigidas a su sucesor:

Deja que mi soberanía te sea entregada con esta chica. Sé feliz en su uso, atento siempre a amar la equidad y la justicia.

Mauricio se convirtió en el único emperador y se casó con la hija de Tiberio, Constantina, en otoño.

## Política exterior
En materia de política exterior, el Imperio de Oriente se enfrentaba a un desafío especialmente difícil de resolver: el de intervenir en varios frentes a la vez (en el Este, en los Balcanes y en el Oeste), sabiendo que ya de por sí el teatro de operaciones del Este absorbía la mayoría de las tropas, así fuera únicamente para contener el empuje de los sasánidas. Esta observación basta para explicar las opciones de Mauricio: primero defender una provincia frágil lo mejor que pueda y luego contraatacar masivamente una vez que las tropas estuvieran disponibles.

### La paz con Persia
Poco después de su subida al trono, Mauricio continuó con las operaciones militares en Oriente. Sus ejércitos vencieron a los persas en la batalla de Solacón (586), al sur de Dara. Más tarde, en 588, consiguieron otra gran victoria ante Martirópolis. El comandante sasánida, Maruzas, fue asesinado, varios de los líderes persas fueron capturados junto con otros 3 000 prisioneros, y sólo mil hombres sobrevivieron para refugiarse en Nisibis. Los bizantinos consiguieron mucho botín, incluidos los estandartes de batalla persas, y los enviaron, junto con la cabeza de Maruzas, a Mauricio en Constantinopla.
Los persas, por su parte, también sufrían la presión de otros pueblos fronterizos, como los turcos. En 588 el general Bahram Chubin había expulsado a los invasores, pero un año después fue derrotado por los bizantinos, perdiendo así la gratitud del rey Hormisdas. En 590, y tras dieciocho años de guerra, dos hermanos partos, Vistahm y Vinduyih, derrocaron al monarca y convirtieron al hijo de este último, el príncipe Cosroes II, en el nuevo rey. Sin embargo, no permaneció por mucho tiempo, ya que a su vez fue destronado por Bahram Chubin (ahora Bahram VI), por lo que Cosroes se refugió en territorio bizantino.

Mapa que muestra la extensión de la frontera oriental después del tratado de paz en 591.

Mauricio vio una oportunidad de dar por concluida las hostilidades en el Este, así que decidió intervenir en la guerra de sucesión que enfrentaba a los miembros de la dinastía sasánida en Persia, prestándole ayuda militar a Cosroes para recuperar el trono. La parte arriesgada era confiar en la futura gratitud de Cosroes. A pesar de que el Senado se lo desaconsejó por unanimidad, envió a Cosroes junto a un gran ejército de 35 000 al mando de los generales Narsés y Juan Mistacón. A lo largo del avance, Cosroes fue ganándose el apoyo popular y militar, consiguiendo formar un ejército combinado de tropas bizantinas y persas. Antes de que concluyera el año 591, Bahram sería definitivamente derrotado en la batalla del Blarathon (cerca de Ganzak) y Cosroes restituido en la capital persa de Ctesifonte.
La estrategia de Mauricio funcionó correctamente: a cambio de la ayuda bizantina, Persia cedió parte de la Armenia persa y de la Mesopotamia oriental (junto con Dara y Martirópolis), con lo que obtenía para el Imperio la frontera oriental más favorable desde los tiempos del emperador Juliano II, además de rubricar un tratado de paz que se mantendría durante todo su gobierno.

### Amenazas en los Balcanes

Mapa del norte de los Balcanes en el.

Sin embargo, los eslavos y los ávaros destruyeron durante su reinado las fortificaciones bizantinas sobre los ríos Danubio y Sava, rompiendo el sistema defensivo, ocuparon el norte de los Balcanes donde devastaron las regiones de Mesia y Macedonia, y atacaron Tesalónica (en 584 y 586), llegando en sus incursiones hasta el Peloponeso.
En 587 Comenciolo cayó derrotado contra los ávaros y el emperador debió llamar a Juan Mistacón, entonces general en Oriente, para intervenir y defender Adrianópolis, lo que confirmaba la dificultad de los bizantinos para llevar a cabo una guerra exitosa en dos frentes. Mauricio solo pudo proceder a veces intentando trasladar tropas u oficiales de un teatro de operaciones a otro. En 588 es Prisco quien toma el mando de los ejércitos balcánicos después de no haber logrado calmar un motín en el Este. Los ávaros lo asedian rápidamente en Tzurullum, pero se retiran con un fuerte tributo. En esta primera década del reinado de Mauricio, es a través del oro que los bizantinos lograron preservar la situación en los Balcanes.
En 591, luego del tratado de paz firmado con los persas, Mauricio pudo finalmente transferir tropas de la frontera oriental hacia los Balcanes, entregando el mando del ejército a los generales Prisco y Pedro, quienes dirigieron contra ellos varias campañas que tuvieron éxito, lo que le permitió mantener controlada la situación en ese frente. A partir del 592 se pasó a una contraofensiva, atacando a los ávaros y eslavos al otro lado del Danubio, como modo de proteger los Balcanes de futuras invasiones.
Poco después, los bizantinos volvieron a tomar Singidunum de los ávaros. El general Prisco obtuvo una victoria contra una coalición de gépidos, eslavos y ávaros en 593, antes de cruzar el Danubio para atacar a estos últimos en su propio territorio. En 595 logró rechazar a los ávaros más allá del Danubio y en 597, mientras obligaba a los eslavos a retirarse, estos volvieron a la carga y arrasaron el norte de Iliria y de Tracia, amenazando la propia Constantinopla. Solamente se retiraron al cabo de un año, tras un nuevo brote de peste que los terminó diezmando. En 599 Prisco invadió el territorio ávaro del norte de lliria y les infligió repetidas derrotas. No obstante, estas campañas dejaron exhaustos los recursos del Imperio.
Gracias a esta estrategia agresiva, consistente en llevar la lucha más allá de las fronteras del Imperio, Mauricio fue capaz de recuperar el control de la frontera del Danubio y reforzar el control imperial sobre la península balcánica. En particular, comenzó a instalar allí colonos armenios, que ocupaban un lugar cada vez mayor en el aparato militar bizantino y planeaban someter a los ávaros.

### Reinos germánicos

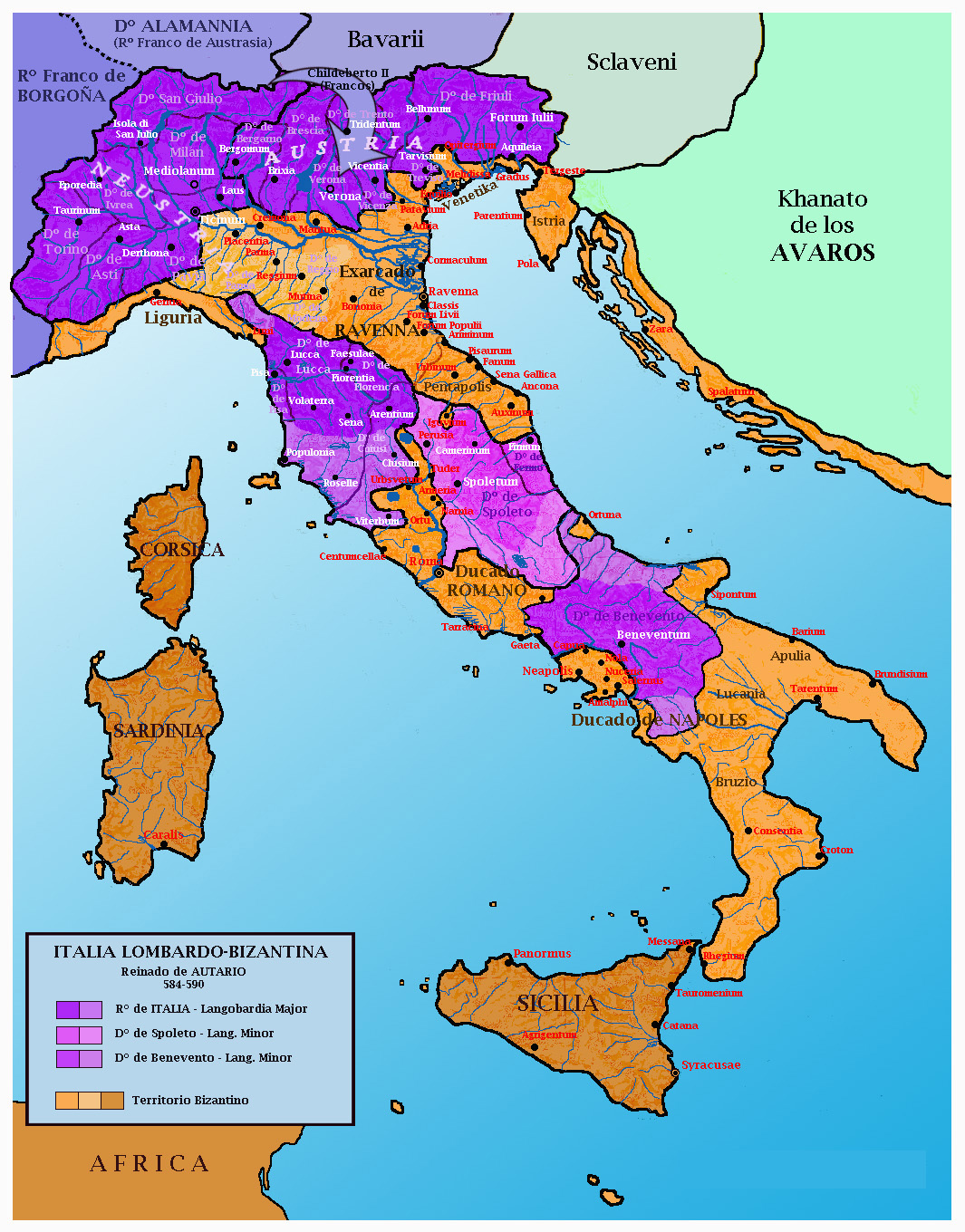
Mapa de los territorios lombardos y bizantinos en 590.

La política occidental de Mauricio destacó especialmente por su pragmatismo, aprovechando hábilmente las diversas rivalidades internas en Hispania y la Galia, primero para mantener la presencia imperial en la península ibérica, luego favoreciendo los intereses bizantinos entre los francos, que pueden servir como aliados contra los lombardos. Frente a estos últimos, Mauricio, al igual que su antecesor, estableció una alianza con el rey franco Childeberto II de Austrasia, a fin de inclinarle a emprender las hostilidades y expulsarlos de Italia. En 582 Mauricio le envió al rey (o a su influyente madre, Brunegilda) 50 000 solidi de oro, adoptando, además, a Childeberto, que así pasó a ser su hijo.
Sin embargo, la alianza franco-bizantina generó ciertos resultados adversos. En 584 el reino lombardo se había reunificado bajo la figura de Autario, conscientes los duques de la ineficiencia y la peligrosa debilidad militar de esa fragmentación. Cuando Childeberto invadió la Lombardía, Autario consiguió su retirada mediante sobornos. Mauricio le exigió el retorno del dinero, pero no recibió respuesta.
En 587 Mauricio envió nuevos embajadores a Austrasia, teniendo de rehén a Atanagildo (hijo de Hermenegildo y sobrino de Childeberto). Un contingente de francos y alamanes atacó el reino de Autario, pero la falta de acuerdo entre ellos les hizo volverse de nuevo a sus dominios.
Los esfuerzos de Mauricio para asegurarse el auxilio austrasiano fracasaron repetidas veces. El rey franco se resistió varias veces antes de lanzar algunos ataques alrededor de 590. Childeberto envió más de una vez sus tropas, mas con la intención de recuperar las antiguas posesiones francas y no de conquistar Italia para el emperador. La ayuda de los francos sólo le permitió a Mauricio contener por un tiempo a los lombardos y asegurar el dominio de una pequeña parte del territorio italiano. En 598 el Imperio aceptó una paz armada con el rey lombardo Agilulfo. El acuerdo convirtió a los lombardos en los soberanos legítimos de las regiones que ocupaban, lo que confirmó las pérdidas territoriales de los bizantinos.
Por otro lado, las interacciones entre el mundo romano oriental y la Galia, entonces dominada por el reino franco, no se limitaron sólo a una frágil alianza con Childeberto II. El emperador apoyó financieramente las reclamaciones sobre el trono de Gundebaldo, un bastardo de Clotario I, exiliado en Constantinopla durante varios años. Parecía capaz de imponerse, pero finalmente fue asesinado en 585. Los historiadores a veces han visto esto como un intento de Mauricio de penetrar en la antigua Galia, pero tal plan es poco probable.

Provincia de Spania.

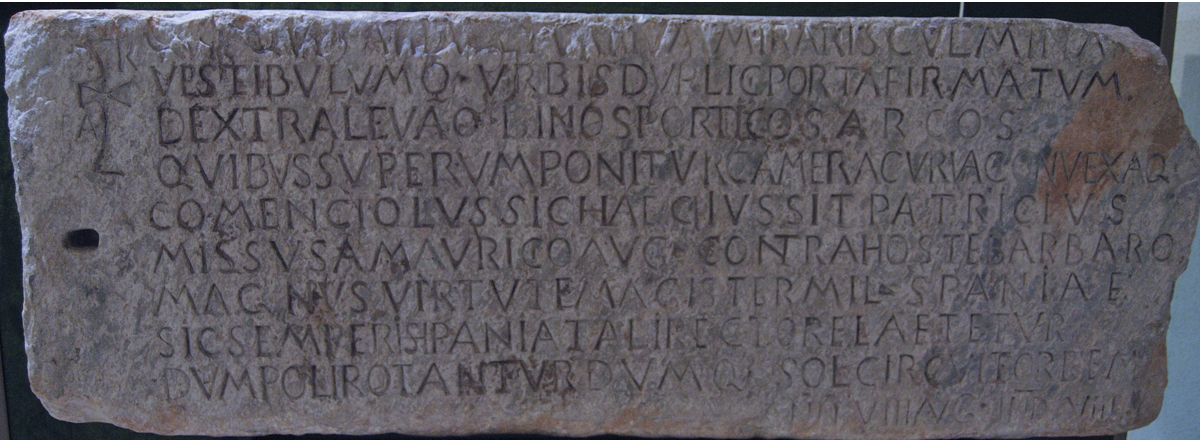
Lápida de Comenciolo.

En la península ibérica, ante las ambiciones de Leovigildo, Mauricio apoyó débilmente al pretendiente Hermenegildo en la guerra civil que se desató en el reino visigodo, sin garantías de éxito. La esposa de Hermenegildo, Ingundis (hermana de Childeberto), escapó a África y pidió asilo en Constantinopla, pero murió en algún punto del trayecto a la capital bizantina, en Sicilia, en 584. Su hijo Atanagildo fue entregado por orden de Mauricio a su abuela materna, Brunegilda, pese a la oposición del propio Leovigildo.
A la muerte de Leovigildo, logró un status quo con su sucesor Recaredo I. Mauricio aprovechó el cambio de monarca para reforzar la presencia imperial allí y mandó a restaurar las murallas de Carthago Spartaria (Cartagena), capital de la provincia de Spania. El hecho quedó atestiguado en un texto inscripto en la famosa lápida de Comenciolo, magister militum Spaniae en aquel momento, fechado entre el 1 de septiembre de 589 y el 13 de agosto de 590.

## Política interior
En política interior, Mauricio tomó importantes medidas para frenar la desintegración de su imperio. Reorganizó la administración y puso gran energía en la restauración del poder imperial.

### Práctica del poder

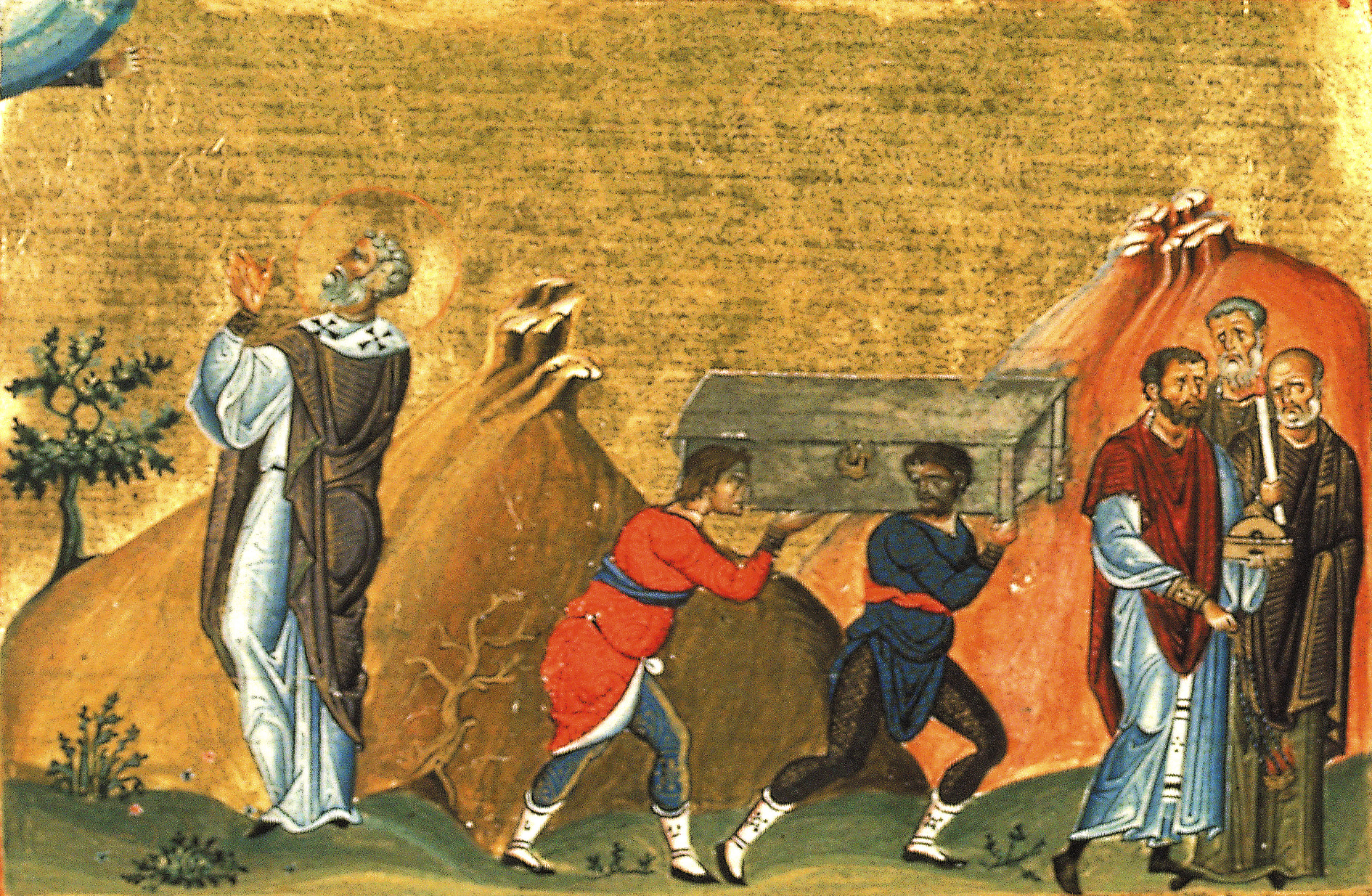
El entierro de Domiciano de Melitene, uno de los consejeros más cercanos de Mauricio, según el Menologio de Basilio II.

El séquito de Mauricio incluía varios dignatarios importantes, particularmente de su familia. Esta es una práctica común de los emperadores romanos orientales, incluso si la llevan bastante lejos. Nombró a su padre jefe del Senado bizantino. Es cercano a su primo Domiciano, obispo de Melitene, a quien envió como embajador a los persas y que contribuyó a la alianza decisiva con Cosroes. Su hermano Pedro, designado a la dignidad de curopalate, ocupó destacados cargos militares, con variada fortuna desde que no logró controlar el inicio de la rebelión en el año 602. Aún se puede citar a su cuñado Filípico, ya que se convirtió en conde de los Excubitores, al inicio del reinado de Mauricio , así como otros altos cargos militares. A veces demasiado generoso con su familia, este favoritismo acentuó el juicio de avaricia que sufrió. Se apoyó también en un cierto número de generales, entre los cuales los más eminentes son seguramente Prisco y Comenciolo, aunque Teofilacto Simocates tiende a menospreciar su valor. En su práctica de gobierno, Evagrio elogia su escasa disponibilidad, que contrasta con la de Justiniano, a veces considerada excesiva.
La administración civil de Mauricio es mucho menos conocida. Durante su reinado se menciona un nuevo puesto en la administración financiera, el logoteta, sin que sea posible definir su competencia exacta, pero atestigua la voluntad de Mauricio de actuar en las finanzas públicas. También parece querer luchar contra ciertos defectos de su administración, como la corrupción. Así, encargó a un tal Leoncio la tarea de investigar las prácticas criminales de ciertos dignatarios en Italia y Sicilia. Parece haber confiado en las dos facciones de los Azules y los Verdes, en particular en esta última, para nombrar a algunos miembros de su administración, pero su apoyo es volátil. En 602 finalmente se vuelven contra él, incluidos los Verdes que parecen haber acumulado agravios contra la administración de Mauricio, en particular contra Constantino Lardys. Sin embargo, como ha señalado Alan Cameron, no jugaron un papel decisivo en el derrocamiento de Mauricio.
Como sus predecesores desde Justiniano, emprendió varias construcciones, pero las dificultades financieras del Imperio limitaron sus ambiciones. Completó algunas construcciones emprendidas por Tiberio, en particular el palacio de Bryas. Sobre todo, construyó edificios religiosos, entre ellos una iglesia dedicada a San Jorge y otra cerca del barrio de Blaquerna. También se le suele atribuir, sin certeza, la elevación del icono de Cristo en la puerta de Chalke, entrada solemne al Gran Palacio. Según algunas fuentes, como Juan de Éfeso, habría sido excesivamente generoso con Arabiso, su lugar de nacimiento, que se habría beneficiado de construcciones y privilegios, aumentando la impopularidad de Mauricio en el resto del Imperio. Se le atribuyen otras construcciones o reparaciones más modestas, como la restauración del palacio de Sofía para su suegra Anastasia, un arsenal fuera de las murallas de Constantinopla (cerca del fondo del Cuerno de Oro) y la reparación de acueductos. Si bien parece haber sido más frugal en cuanto a las representaciones imperiales, probablemente se erigieron estatuas de su familia en la fachada de Chalke. Finalmente, pudo haber destruido algunos edificios o esculturas, a menudo de origen pagano.
Ciertos acontecimientos atestiguan las dificultades internas del Imperio en aquella época, aunque resulta difícil recopilar información histórica sobre ellos. Un terremoto sacudió Constantinopla en 583, al igual que en Arabiso unos años más tarde, y Egipto experimentó disturbios que interrumpieron la annona, el transporte de cereales a Constantinopla. Juan de Nikiû menciona también un aumento de la piratería en Chipre, mientras que Constantinopla se vio periódicamente agitada por disturbios de diversa magnitud.

### Creación de los exarcados
El sistema administrativo tardorromano dividía la autoridad civil y militar entre un praefectus praetorius y un magister militum, principalmente para reducir la posibilidad de rebelión por parte de gobernadores provinciales demasiado poderosos. En 584 Mauricio creó el cargo de exarca o gobernador, representante del emperador, que asumía tanto el poder civil como el militar dentro del territorio. Según la traducción griega, Exarcado significa "territorio de fuera", indicando que se trataba de una provincia fuera del núcleo del imperio, que estaba lejos y aislada de las demás. Puesto que estaba particularmente expuesta a ataques del enemigo, su gobierno era militar, subordinando entonces la autoridad civil a la misma. Este sistema se aplicó en las provincias occidentales de Italia y África, donde el dominio bizantino sobre estos territorios se estaba desintegrando, y era parte de la descentralización de la autoridad de Constantinopla.
El exarcado de Italia se estableció en una franja que unía Rávena con Roma alrededor de la vía Flaminia. Contenía además Venecia, Génova y Nápoles. El exarcado logró frenar el avance lombardo en Italia.

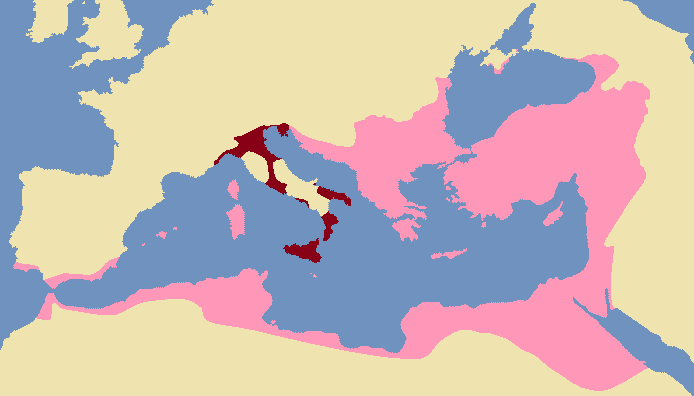
Mapa aproximado del exarcado de Rávena. La realidad del control bizantino sobre Dalmacia y gran parte de la península es, en el mejor de los casos, nominal.

En 585/590 se creó el exarcado de África siguiendo la misma dirección. Su extensión abarcaba territorios africanos e hispanos (incluía también las islas de Córcega, Cerdeña y las Baleares, en tanto que Sicilia constituyó una unidad administrativa diferente). Las tribus bereberes fueron contenidas con éxito. Genadio, el primer exarca, se distinguió por sus éxitos contra los moros y la pacificación de la región.

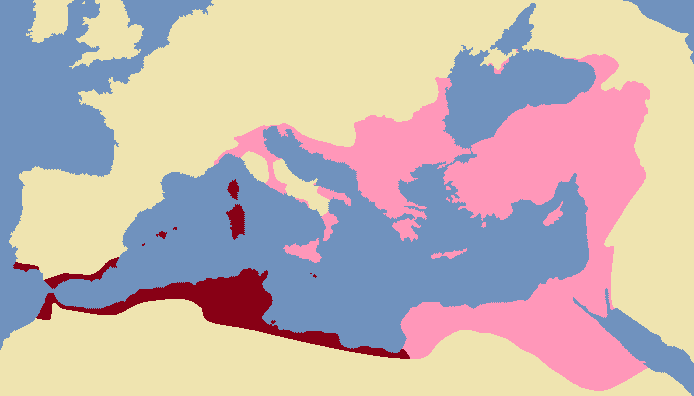
En rojo, el área controlada por el exarca de Cartago.

La importancia que concedía a los territorios de Occidente se hace evidente en el testamento que redactó en 597, al sentirse gravemente enfermo, en el que legaba el gobierno de Constantinopla a su primogénito, Teodosio, en tanto que Tiberio, su segundo hijo, recibía el dominio de Italia y las islas occidentales, con sede en Roma.

### Reforma del ejército
Nos han llegado varias medidas tomadas por Mauricio, particularmente en el ámbito militar, que atestiguan el deseo del emperador de consolidar un aparato militar bajo tensión. Si Mauricio cayó tras una revuelta militar tras un fuerte descontento entre las tropas, no fue insensible a la condición de los soldados y promulgó un edicto para mejorar la condición de los discapacitados, restableciendo al mismo tiempo el principio de conceder un terreno a los soldados desmovilizados. Asimismo, en una aparente preocupación por proteger a los hijos de soldados muertos en combate, permitió que uno de los hijos ingrese al ejército con el rango equivalente al de su padre, lo que no debe interpretarse como una medida que impone el servicio militar hereditario. Ernst Stein vio a veces tal diseño en las medidas de Mauricio, pero parece poco probable. Si un pasaje del Strategikon menciona el tiro con arco como una práctica aplicable al mayor número de personas, se refiere más a los reclutas que a todos los jóvenes bizantinos. Sin embargo, tuvo cuidado de mantener lo mejor que pudo el número del ejército prohibiendo el paso de una función estatal a una función religiosa, a los soldados en servicio y a los funcionarios endeudados con el Tesoro, lo que generó cierta fricción importante con el obispo de Roma.
El ejército fue reorganizado con la creación de una nueva unidad: los optimates, que reemplazaron las funciones de la vieja Scholae Palatinae. También se incorporó a los bucelarii (guardia de los generales), las unidades mejor pagadas y equipadas, al ejército de campaña que, ya desde la época de Justiniano, trataron de ser controlados por el gobierno imperial al hacerse cargo de su paga. Ambos cuerpos de caballería pesada terminarían por ser asentados como temas durante la segunda mitad del siglo VII. Por su parte, los limitanei (guardias de frontera) no cobraban y, a juzgar por la falta de registros censales datables en muchos lugares en el siglo VI, parece que habían sido retirados del sureste de Palestina, lo que disminuiría así gravemente las posibilidades de resistencia ante las respectivas invasiones persas y musulmanas del siglo VII.

### Política fiscal

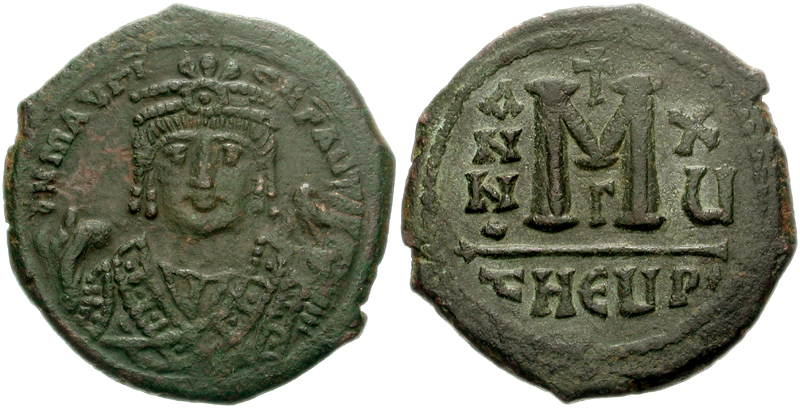
Follis de Mauricio con uniforme consular. En la época de Mauricio el consulado era un título honorífico asociado al emperador, cargo que ejerció brevemente por seis días a finales del año 583 y luego también entre los meses de junio y noviembre del año 602, justo antes de su derrocamiento.

Uno de los aspectos fundamentales de su gobierno es su deseo de consolidar las finanzas públicas, que las costosas políticas de Tiberio II habían debilitado. Los esfuerzos de Mauricio por consolidar el Imperio de manera lenta pero constante tuvieron éxito, especialmente después de la paz con Persia. Trató de solucionarlo por dos vías: por un lado, aumentando la presión tributaria y, por otro, estableciendo los gastos de la corte sobre la base de una estricta economía. La creciente necesidad de liquidez que afrontaba el Imperio podría explicar una de sus disposiciones que consistió en transformar el impuesto sobre los cereales pagado por Egipto en un impuesto pagadero en oro.
Sorprendentemente, se nombró a sí mismo para el consulado a finales de 583, para eximirse de la costosa organización de juegos y entretenimiento asociados con el evento. Se ganó una reputación de parsimonia que le hizo muy impopular frente al pueblo y el ejército. Probablemente intentó reducir el salario de los soldados y poco a poco se ganó una reputación de avaricia y de creciente impopularidad. En 588 tuvo lugar un amotinamiento en Oriente a causa de la reducción de las raciones militares (sustitución de la paga en metálico por suministros de armas y uniformes) y, en 599, 12 000 soldados bizantinos prisioneros fueron ejecutados por los ávaros al negarse el emperador a pagar un rescate. Los recortes financieros de Mauricio también recayeron sobre los aliados o foederati del Imperio que, como los gasánidas, le ganaron la animadversión de estos y que en un futuro cercano esta política resultaría fatal para Bizancio frente a la amenaza árabe.

### Política religiosa

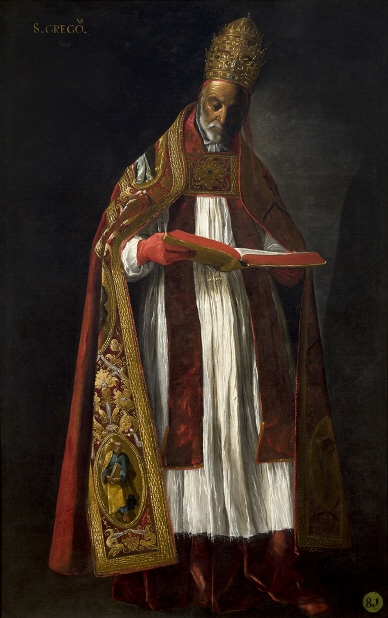
San Gregorio Magno, de Francisco de Zurbarán (1626-1627), Museo de Bellas Artes de Sevilla.

Durante la época de Mauricio, el Imperio bizantino se vio regularmente sacudido por controversias teológicas entre diferentes ramas del cristianismo, en particular entre los calcedonios, que reconocían el Concilio de Calcedonia y los monofisitas, presentes principalmente en Siria, Palestina o Egipto. Los emperadores dudaron sobre el curso de acción a seguir y alternaron entre la conciliación y la represión respecto a los monofisitas. Los historiadores Juan de Éfeso y Miguel el Sirio describen las duras acciones del emperador contra los monofisitas, muchos de los cuales se refugiaron en Persia. En Edesa fueron ejecutados cuatrocientos monjes que se negaron a denunciar el monofisismo. La lucha contra el paganismo también continuó bajo su reinado, aunque algunos testimonios critican la propensión de Mauricio a la tolerancia hacia los paganos. Así, fue necesaria una fuerte insistencia por parte del clero para que aceptara ejecutar a Paulino, sospechoso de brujería pagana. Sin embargo, varias figuras, a veces de alto rango, fueron ejecutadas por paganismo, como el gobernador de Carras Acindino. En general, fue especialmente en los últimos años de su vida cuando Mauricio se mostró menos indulgente con las minorías religiosas. Autorizó así a Domiciano de Melitene a ejecutar a cuatrocientos monofisitas en 598-599. Michael Whitby plantea la hipótesis de que entonces estaba ansioso por asegurar su salvación mediante una política religiosa más firme. Fuera del Imperio, obtuvo la adhesión de la Iglesia de Georgia y de parte de la Iglesia Armenia a los principios del Concilio de Calcedonia. En su práctica personal, Mauricio muestra regularmente su religiosidad. Se dice que antes de cualquier gran expedición militar dormía en las iglesias, celebrando las victorias con ceremonias religiosas. Frecuenta también a Teodoro de Sykeon, el gran místico de finales del siglo VI y se muestra un gran amante de las reliquias. Para Whitby, estas manifestaciones de devoción, tal vez exageradas por los cronistas de la época, eran también un medio para asegurar su poder.
Mauricio está involucrado en la disputa entre el Papa y el Patriarca de Constantinopla sobre el uso del término ecuménico. El obispo de Roma se considera el único capaz de disfrutar de este título, que le confiere primacía sobre los demás patriarcas, pero también lo reclama el patriarca de Constantinopla Juan IV de Constantinopla. En general, Mauricio tuvo relaciones difíciles con el Papa Gregorio I y los dos no pudieron ponerse de acuerdo en varias cuestiones, como la organización eclesiástica en los Balcanes o en España o la actitud hacia los lombardos. Si Mauricio aboga por la ofensiva, el Papa se muestra más conciliador para reducir la amenaza que pesa sobre Roma. Pero mayores problemas tuvo por la confrontación con el exarca Romano. Contra la tiranía de éste, Gregorio tomó a los italianos bajo su protección. En tanto que los imperiales protegieron a los obispos en el norte de Italia, que todavía mantenían el cisma de Aquilea que comenzó con la disputa de los Tres Capítulos. En 591, cuando se convocó un sínodo en Roma condenando a los cismáticos, Mauricio, lejos de alinearse con el papa, le envió una misiva en la cual le exigió calma. Gregorio, consciente de los problemas que atravesaba la península itálica, tuvo que ceder. Estas diferencias explican la cálida acogida que Gregorio dio a Focas cuando derrocó a Mauricio en el año 602. Son también un signo de la creciente distancia entre Roma y Constantinopla desde que el pontificado de Gregorio vio surgir una verdadera autonomía de la región romana, obligada a organizarse, en particular para garantizar su defensa.

## Caída del poder

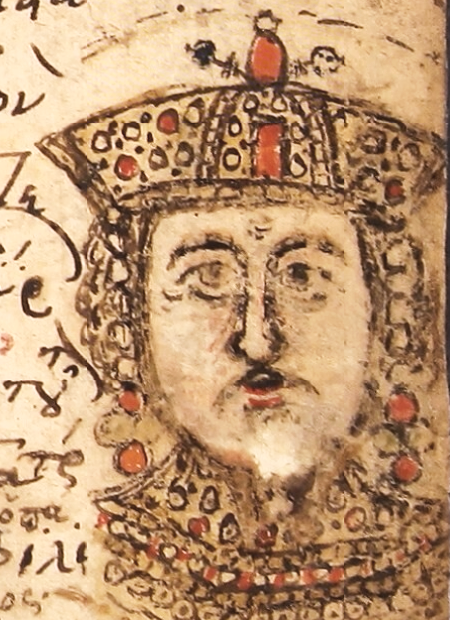
Retrato del emperador Mauricio, ciertamente fantasioso, que aparece en el Codex Mutinensis 122, manuscrito compuesto en el.

Durante el reinado de Mauricio, el Imperio debió sostener guerras casi interminables en todas las fronteras. La escasez de fondos ocasionó varios levantamientos militares. En 602, cuando ordenó que el ejército de los Balcanes pasase el invierno al otro lado del Danubio, se produjo una rebelión que terminó con el reinado de Mauricio. Los soldados sublevados avanzaron hacia Constantinopla bajo el mando de uno de sus centuriones, Focas. Mauricio creyó que varios de los miembros de su familia le habían traicionado, y ordenó detener a su hijo, Teodosio, y a su suegro, Germano. Teodosio fue azotado públicamente, y Germano se refugió en Santa Sofía. Entonces se produjeron revueltas en la ciudad, y Mauricio, junto con su esposa y sus ocho hijos, cruzó el mar de Mármara y se refugió en Nicomedia. Su hijo Teodosio huyó a Persia, o, al menos, un personaje que pretendía ser Teodosio se refugió en la corte de Cosroes II, quien aprovecharía posteriormente la situación para declarar la guerra al Imperio bizantino. Cuando las tropas de Focas entraron en la capital, se envió de inmediato una fuerza en busca de Mauricio, y tanto él como sus hijos fueron asesinados. Se dice que el emperador fue obligado a contemplar la ejecución de sus hijos antes de su propia decapitación, siendo sus últimas palabras:

¡Tú eres justo, oh Señor, y justos son tus juicios!

## Mauricio en la posteridad

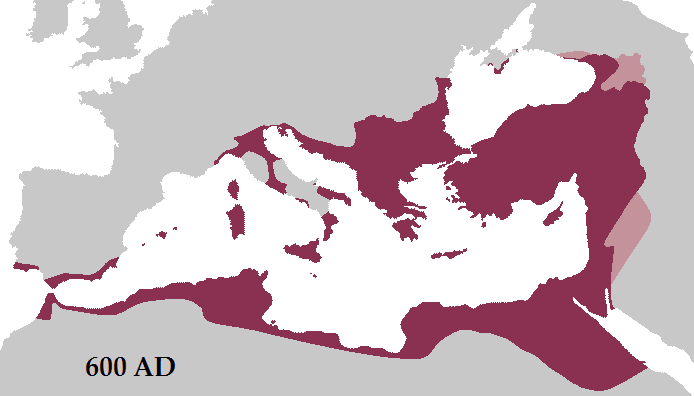
El Imperio romano en el año 600.

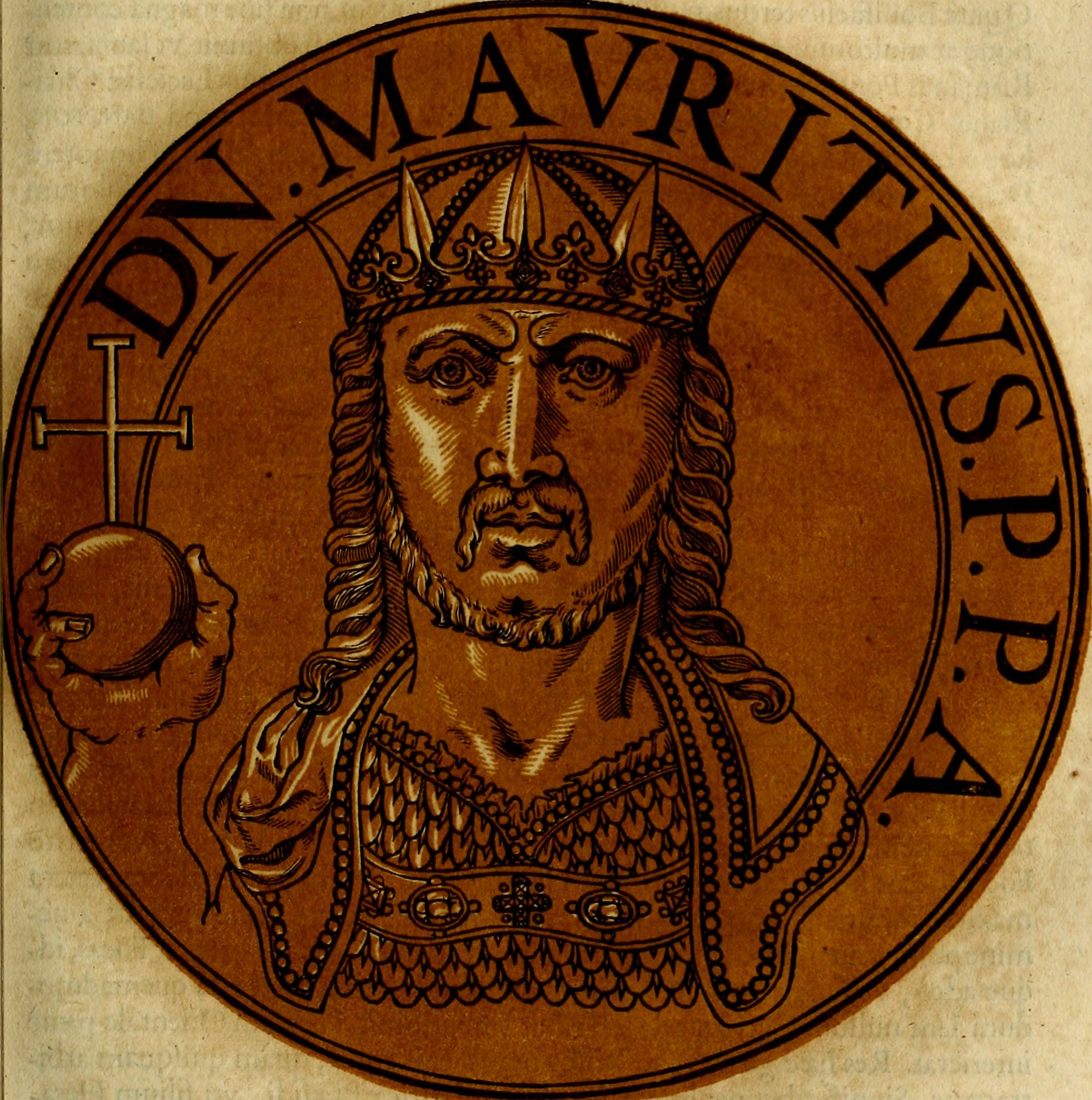
Ilustración de Mauricio.

Como gobernante, Mauricio aparece como un estadista con visión de futuro, tanto más cuanto que sus reformas administrativas sobrevivieron a su muerte por siglos y fueron la base para la posterior introducción de los themas (los distritos militares del Imperio), constituyendo de esta forma una etapa decisiva en el desarrollo del Estado bizantino medieval. En términos más generales, el reinado de Mauricio debe analizarse en el período de cambios que experimentó el mundo romano y oriental en esta época. Tras la epopeya de Justiniano, los emperadores bizantinos tuvieron que afrontar la realidad de un Imperio debilitado por una crisis económica y demográfica que ponía en peligro su estabilidad. El historiador A. H. M. Jones caracteriza la muerte de Mauricio como el fin del período romano clásico, como la agitación que destrozó el Imperio durante las siguientes cuatro décadas y cambió de forma permanente y profunda la sociedad y la política.
Mauricio es también conocido por ser considerado el autor del tratado militar Strategikon, escrito en doce libros, basado en su experiencia militar y considerado como la única obra de importancia sobre armas combinadas anterior a la Segunda Guerra Mundial. No se conoce con precisión su fecha, pero se remonta con seguridad hacia el año 600 (probablemente entre 575 y 628). Este trabajo incluye planes para el reclutamiento de una milicia campesina, que debería reemplazar a los ejércitos mercenarios. Particularmente de interés etnográfico es el libro undécimo, con su caracterización de los pueblos enemigos (francos, lombardos, ávaros, turcos y eslavos). El manual también pertenece a la literatura jurídica, ya que contiene una lista de delitos militares y sus correspondientes penas. No se puede decidir si el propio emperador editó la obra o simplemente la inició. Si se atribuye a Mauricio, es más probable que fuera simplemente el patrocinador, siendo posible que su redacción fuera obra de uno o más generales, incluido quizás su propio hermano, Pedro, o incluso Filípico.
De la profunda religiosidad de Mauricio ha llegado hasta nuestros días la fiesta de la Asunción de la Virgen (llamada Dormición en el siglo VI), que aún hoy continúa celebrándose cada 15 de agosto, fecha que fijó mediante un edicto. La Iglesia ortodoxa lo venera como santo el 28 de noviembre.